# Jakub Sienieński (arianin)
Jakub Sienieński, Jan z Sienna, herbu Dębno (ur. w 1568 roku – zm. w 1639 roku) – członek wspólnoty braci polskich, poseł na sejmy I Rzeczypospolitej, założyciel Akademii Rakowskiej (1602), uczestnik rokoszu sandomierskiego (1606–1609). 

## Życiorys
Syn Jana, wojewody podolskiego.
W 1600 był posłem na sejm.
Poseł na sejm 1611 roku z województwa sandomierskiego, wszedł w skład komisji do łagodzenia sporów wyznaniowych. Poseł województwa sandomierskiego na sejm 1620 roku.